# لير
هذه الصفحة عن الملك الأسطوري، للمسرحية انظر الملك لير
لير هو أحد ملوك بريطانيا الأسطوريين والذين روى قصتهم جيفري مونماوث في تاريخ ملوك بريطانيا في القرن الثاني عشر. وفقا لكتابات جيفري عن السلالة البريطانية، فإن لير قد حكم حوالي القرن الثامن قبل الميلاد، أي في زمن تأسيس روما. تم تعديل القصة وإعادة سردها من قبل وليام شكسبير في مسرحيته التراجيدية الملك لير.

## الاسم
حدّد جيفري مونماوث الملك لير بأنه مؤسس مدينة ليستر وسميّها (ليغوراكيستر Ligoraceastre في اللغة الإنجليزية القديمة؛ كير ليريون Cair Lerion في الويلزية القديمة، كيرلير Caerlŷr في الويلزية الحديثة)، وسمى مونموث المدينة بالاسم القديم «كايرلير» Kaerleir وتعني «مدينة لير». 
في الواقع فإن هذه الأسماء تنتمي إلى الاسم البريطاني القديم لنهر سور وهو ليغيرا Ligera أو ليغورا Ligora.

## الأسطورة

### الحكم
تم تسجيل قصة لير لأول مرة في كتاب تاريخ ملوك بريطانيا. ويروي جفري أن لير هو من سلالة بروتوس الطروادي وتولى العرش بعد وفاة والده بلادود أثناء محاولته الطيران بأجنحة اصطناعية. لم يحدد جفري التاريخ بدقة، ولكنه جعل بلادود معاصرا للنبي إيليا. وذكر أن حكم لير كان الأطول بين الملوك، إذ حكم لستين عاما.  وأنه كان مؤسس مدينة ليستر في إنجلترا.

### التنازل عن العرش

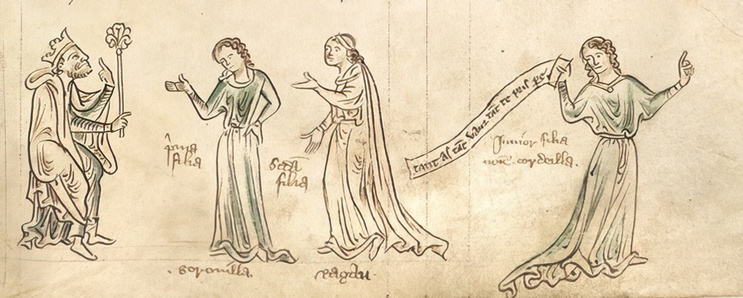
لير وبناته، في رسم هامشي من كتاب Chronica Majora حوالي العام 1250.

كان لير هو آخر الذكور في نسل بروتوس، حيث أنجب بثلاث بنات: غونرل وريغان وكورديليا. ومع اقتراب منيّته، قسّم مملكته بين بناته الثلاث. قامت ريغان وغونريل بتملق والدهما، وزوجت غونريل إلى دوق الباني، وزوجت ريغان إلى دوق كورنوال، وذلك بناء على نصيحة النبلاء. رفضت كورديليا أن تتملق لوالدها رغم كونها المفضلة لديه، مشيرة إلى أنه لا ينبغي أن يحتاج إلى تأكيد لحبها له، ولم تنل بهذا أي أرض تحكمها. تزوجت كورديليا من أغانيبوس ملك الفرنجة، ولكن لير رفض دفع المهر.  أعطى لير نصف مملكته لغونريل وريغان، وخطط لتوريثهم البقية عند موته. ولكن صهريه تمردا واستوليا على كامل المملكة. قام ماغلاوروس، دوق ألباني وزوج غونريل، بحماية لير مع حاشية من 60 فارسًا، لكن زوجته قلصت هذا العدد إلى النصف بعد عامين. ثم هرب لير إلى ريغان، والتي أنقصت حاشيته إلى خمسة رجال فقط. عاد إلى ألباني والتمس العون من غونرل، ولكن لم يب له سوى فارس واحد يحميه. 

### العودة
في هذه المرحلة، خاف لير من بناته الأكبر وهرب إلى فرنسا.  بعث إلى كورديليا رسولا عندما كان خارج بلاطها في كاريتيا. قامت كورديليا بتحميمه ومنحه ملابس ملكية، وعينت له فرقة كبيرة من الخدم. ثم استقبله الملك رسمياً وجعله وصي فرنسا، حيث تعهد نبلاء الفرنجة بإعادته إلى مجده السابق.  غزا لير بريطانيا مع ابنته وزوجها ونجح في إسقاط ابنتيه وصهريه. حكم لير ثلاث سنوات ثم مات. خلفته كورديليا وتم دفنه في ضريح تحت الأرض مكرس للإله يانوس تحت نهر سور بالقرب من ليستر. أقيم احتفال سنوي بالقرب من المنطقة على شرفه. 

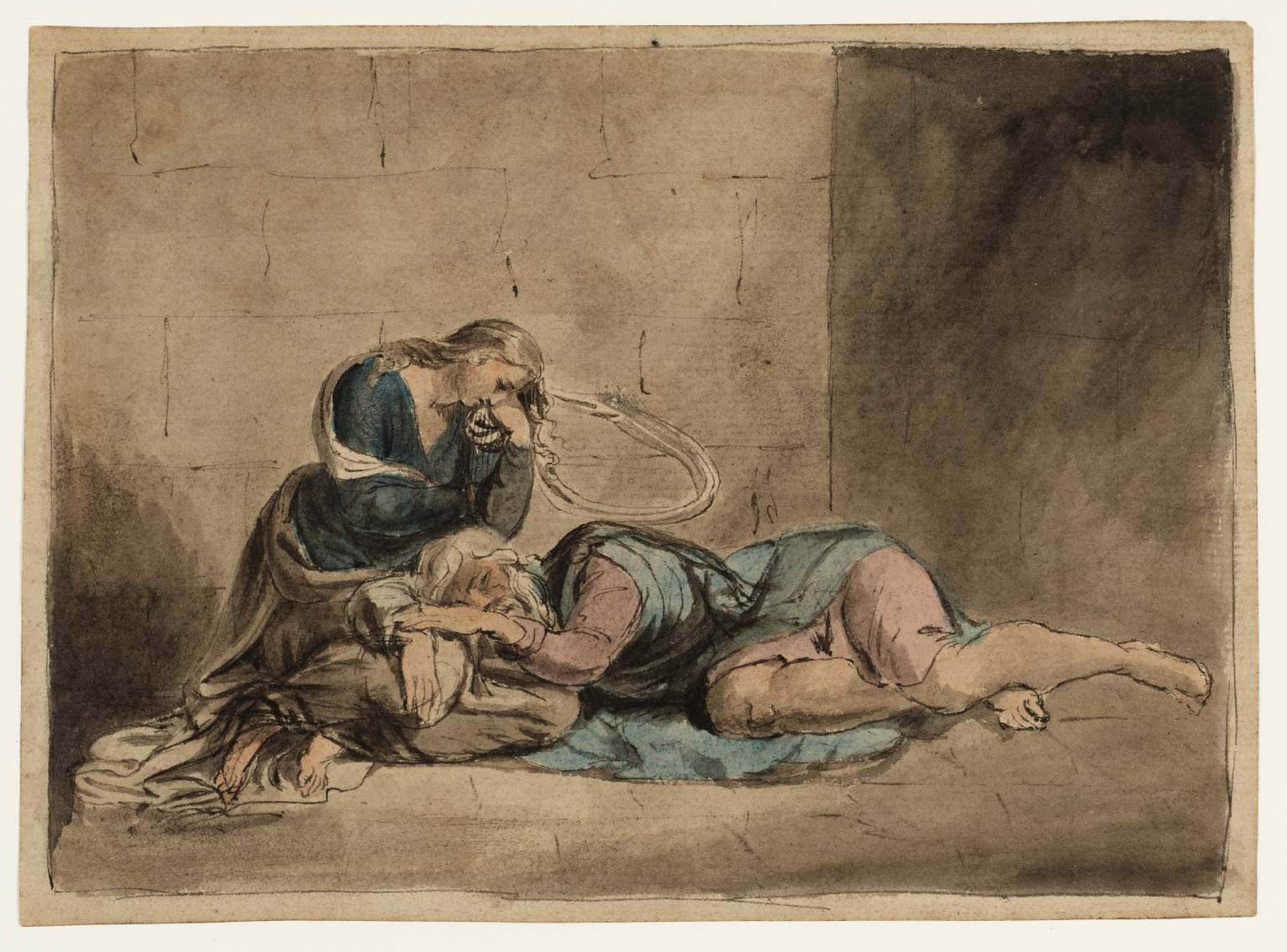
لير وكورديليا في السجن بريشة ويليام بليك حوالي العام 1779

## في الثقافة
تم اقتباس حياة لير على المسرح الإليزابيثي في مسرحية مجهولة مجهولة المؤلف بعنوان الملك لير King Leir، والتي تم تسجيلها في عام 1594 ونشرت في 1605 تحت عنوان الوقائع الحقيقية لتاريخ الملك لير وبناته الثلاثة، غونوريل، وراغان، وكورديلا. وقد سبقت مأساة ويليام شكسبير، كانت على خلافها كوميدية وتكرر قصة جيفري وتنتهي نهاية سعيدة بعودة لير إلى السلطة. تظهر القصة أيضًا في مرآة القضاة بقلم جون هيجينز،  وقصة ملكة الجن بقلم إدموند سبنسر، وأعمال أخرى.